# Lycée Karol-Marcinkowski de Poznań
Pour l’article homonyme, voir Marcinek (Grande-Pologne).
Le lycée d’enseignement général Karol-Marcinkowski de Poznań (en polonais I Liceum Ogólnokształcące im. Karola Marcinkowskiego w Poznaniu) est le plus ancien lycée public de Poznań, réputé notamment par sa section bilingue franco-polonaise, créée en 1962 en tant que section à enseignement renforcé du français. Il est désigné couramment sous le sobriquet de « Marcinek ».

## Historique
Le lycée, dont la construction a commencé en 1901 sur les plans de l'architecte Fust, a été ouvert à Posen en 1903 sous le nom de Königliches Auguste-Victoria-Gymnasium zu Posen, dans un tout nouveau bâtiment néogothique entre la Bukerstrasse (aujourd'hui ulica Bukowska) et la Kaiserin-Victoria-Strasse (ultérieurement de 1909 à 1919 Auguste-Victoria-Strasse et depuis 1919 ulica Grunwaldzka, sauf pendant l'Occupation allemande (Tannenbergstrasse) et de 1945 à 1950 : ul. Budziszyńska).
Le terrain d'environ 1,2 hectare est occupé par le bâtiment principal (avec les logements de fonction du proviseur et du personnel de service), un bâtiment séparé pour le gymnase, une aire de jeux en gravier et un jardin botanique. Le bâtiment principal a un amphithéâtre de 326 m3, avec un autel et une galerie avec un orgue (l'autel est aujourd'hui dans la crypte de l'église Saint-Michel de Poznań (pl) et l'orgue a été détruit), et des vitraux.
Ayant initialement l'allemand comme langue d'enseignement, il adopte le polonais en 1919 et prend le nom de Karol Marcinkowski (en) (1800-1846), participant à l'insurrection de novembre 1830, médecin et philanthrope polonais (primé par l'Académie des sciences pour ses travaux contre le choléra). 
L'établissement est fermé de 1939 à 1945.
Après la guerre, il redevient un des établissements réputés de Poznań se limitant à partir des années 1950 aux classes de second cycle (quatre dernières classes du secondaire menant à l'examen de maturité). Il devient en 1952 un établissement d'application pour les étudiants de l'université Adam-Mickiewicz de Poznań. En 1962, il ouvre une section avec enseignement renforcé du français, qui devient en 1992 une section section bilingue franco-polonaise en cinq ans (année préparatoire et quatre années bilingues).
Lycée de garçons jusqu’en 1967, il devient ensuite mixte.
Après la création des gimnazjum en 2001, il devient une cité scolaire avec un cycle bilingue de six ans (3 ans de gimnazjum et 3 ans de lycée).

## Anciens élèves réputés
- Czesław Wojtyniak (pl) (maturité 1909) – prêtre, général de l'armée polonaise
- Włodzimierz Trzebiatowski (pl) (maturité 1924) - chimiste, professeur à l'université de Lwów puis à l'université de Wrocław
- Franciszek Jaśkowiak (pl) (maturité 1925) – excursionniste, défenseur de la protection de la nature
- Tadeusz Breza (pl) (maturité 1926) – écrivain et diplomate
- Zbigniew Kiedacz (pl) (maturité 1928) – colonel, participant à la bataille de Monte Cassino, mort au combat en 1944
- Jerzy Waldorff (pl) (maturité 1928) – écrivain et critique musical
- Kazimierz Flatau (pl) (maturité 1928) – claveciniste et physicien
- Kirył Sosnowski (pl) (maturité 1929) – militant politique nationaliste, résistant cofondateur de "Ojczyzna"
- Włodzimierz Gedymin (pl) (maturité 1934) – pilote de la campagne de Pologne (1939), combattant de ZWZ-AK
- Stefan Borsukiewicz (pl) (maturité 1938) – poète, soldat de 1re brigade indépendante de parachutistes, mort au front
- Stefan Stuligrosz (pl) (maturité 1946) – chef d'orchestre, fondateurs des "Poznańskie Słowiki"
- August Chełkowski (pl) (maturité 1948) – parlementaire, président du Sénat de 1991 à 1993
- Antoni Gąsiorowski (pl) (maturité 1950) – historien à l'Académie polonaise des sciences
- Jacek Libicki (maturité 1951) – géologue, chef d'entreprise, consul honoraire de France à Wrocław (1993-2003)
- Lech Trzeciakowski (pl) (maturité 1951) – historien, professeur à l'UAM
- Marek Sewen (pl) (maturité 1951) – compositeur
- Antoni Dziatkowiak (pl) (maturité 1951) – cardiochirurgien, professeur de médecine
- Paweł Łączkowski (pl) (maturité 1961) – vice-président du Conseil des ministres dans le gouvernement d'Hanna Suchocka
- Wojciech Kruk (pl) (maturité 1964) – homme d'affaires et sénateur
- Stanisław Barańczak (maturité 1964) – poète, traducteur, critique littéraire
- Filip Bajon (maturité 1965) – réalisateur de cinéma
- Romuald Kujawski (pl) (maturité 1965) – évêque de Porto Nacional au Brésil
- Jan Węglarz (pl) (maturité 1965) – informaticien, professeur à l'École polytechnique de Poznań (pl)
- Marek Jędraszewski (maturité 1967) – Archevêque métropolitain de Cracovie
- Tomasz Schramm (maturité 1967) – historien spécialiste du XXe siècle, doyen de faculté, consul honoraire de France à Poznań
- Roman Słowiński (pl) (maturité 1969) – informaticien, professeur à l'École polytechnique de Poznań (pl)
- Wojtek Fibak (maturité 1971) – tennisman, homme d'affaires
- Marek Król (pl) (maturité 1972) – rédacteur en chef de Wprost
- Leszek Sikorski (pl) (maturité 1974) – ministère de la Santé du gouvernement de Leszek Miller
- Przemysław Czapliński (pl)[4] (maturité 1981) – professeur de littérature
- Katarzyna Bujakiewicz (pl) (maturité 1991) – actrice

## Enseignants réputés[5]
- Jan Berger (pl) (1889-1957), historien,
- Oskar Callier (pl) (1846-1929), linguiste, insurgé polonais de 1861-1864
- Kyutaro Hashimoto (pl) (1931-2012), linguiste, professeur à l'université Adam-Mickiewicz et à l'université d'économie de Poznań, aphoriste
- Zygmunt Irżabek (pl) (1880-1939), linguiste
- Bogumił Krygowski (pl) (1905–1977), géologue, géographe
- Edmund Łasiński (pl) (1874-1935), professeur de sciences, inventeur
- Marcin Mortka (pl) (1976), écrivain de fantasy, professeur d'anglais
- Karol Rzyski (pl) (1885-1956), professeur de langues
- Józef Widajewicz (pl) (1889-1954), historien.